# Mosquée de l’émir Ahmad al-Mihmandar
 (mars 2024).
La mosquée de l’émir Ahmad al-Mihmandar est une mosquée et le mausolée de l’émir mamelouk Ahmad al-Mihmandar au Caire en Égypte. L’édifice est terminé en 1319.
Ahmad al-Maqrîzî décrit ce monument.